# Centro Nacional de Pesquisa e Conservação de Cavernas
O Centro Nacional de Pesquisa e Conservação de Cavernas (Cecav, ou ICMBio/Cecav) é o órgão oficial brasileiro, vinculado à autarquia Instituto Chico Mendes de Conservação da Biodiversidade (ICMBio) do Ministério do Meio Ambiente e Mudança do Clima, responsável pelas informações, preservação e mapeamento espeleológico do país, com sede em Brasília.
Em 2013 o Cecav lançou o "Cadastro Nacional de Informações Espeleológicas" para construir uma base de dados que reunia as informações sobre as mais de 9 500 grutas então identificadas no Brasil, e "que envolvem área protegida, atividade antrópica do homem, entrada da caverna, espeleotemas (formações rochosas), fauna, recursos hídricos, microbiologia, vegetação, vestígios arqueológicos, histórico-culturais e paleontológicos, feição morfológica, litologia". Em 2019 o número das cavernas catalogadas superava 18 000, sendo neste ano também lançado o Mapa de Ocorrências de Cavernas Brasil.